# Palazzo Piccolomini

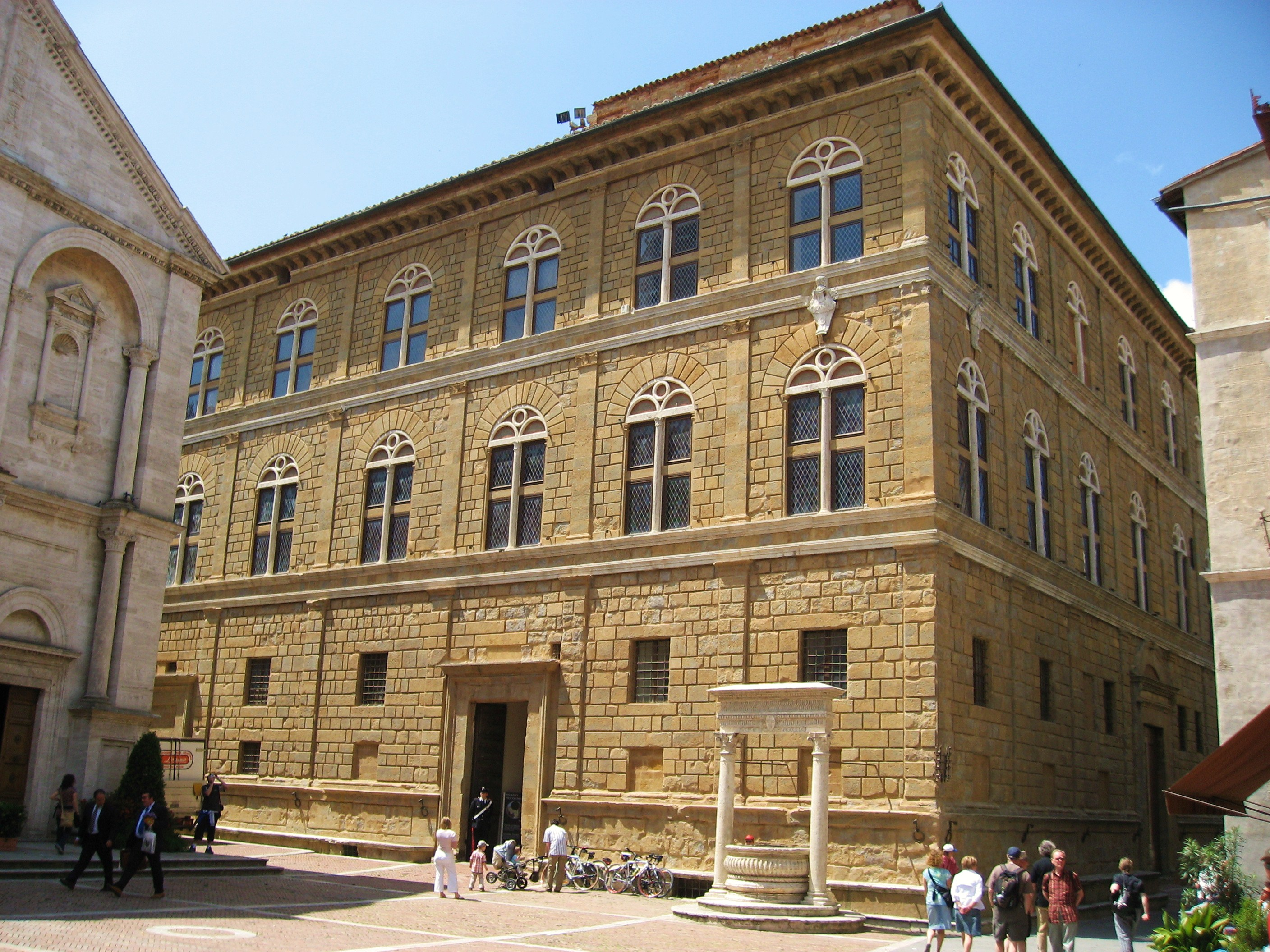
Fachada do Palazzo Piccolomini, com empena da catedral à esquerda.

O Palazzo Piccolomini  é um palácio italiano que se encontra no centro de Pienza, ao lado da catedral.

## História e arquitectura
O palácio, também chamado de Palazzo Pontificio, foi encomaendado por Enea Piccolomini, ou seja, pelo Papa Pio II, a Bernardo Rossellino, no âmbito do projecto da reconstrução de Pienza como cidade ideal. Projectado na segunda metade do século XV (depois de 1459), pra a sua realização Rossellino inspirou-se no Palazzo Rucellai de Florença, obra do seu mestre, Leon Battista Alberti. O palácio é um dos primeiríssimos exemplos de arquitectura renascentista.
O palácio é de planta quadrada, desenvolvido em três pisos, sendo realizado em pedra viva trabalhada finamente num ligeiro colmeado, desde a base ao topo. Nos primeiro e segundo andares apresenta duas ordens de janelas de notável amplitude, equidistantes umas das outras, com lesenas e perfis com capitéis salientes. Cada uma das janelas é dividida em duas partes por uma subtil coluna. Abaixo das janelas, como que a evidenciar os sótãos internos, uma cornija corre em torno de todo o palácio. Nas esquinas e entre algumas janelas fazem um belo efeito os brasões da família, em pedra, com as insígnias apostólicas em ouro e prata. 
Na fachada norte encontra-se o enormísimo portal que constitui a entrada principal do palácio.
No interior, o palácio circunda um pátio, também este rectangular, com uma loggia apoiada por colunas de pedra.

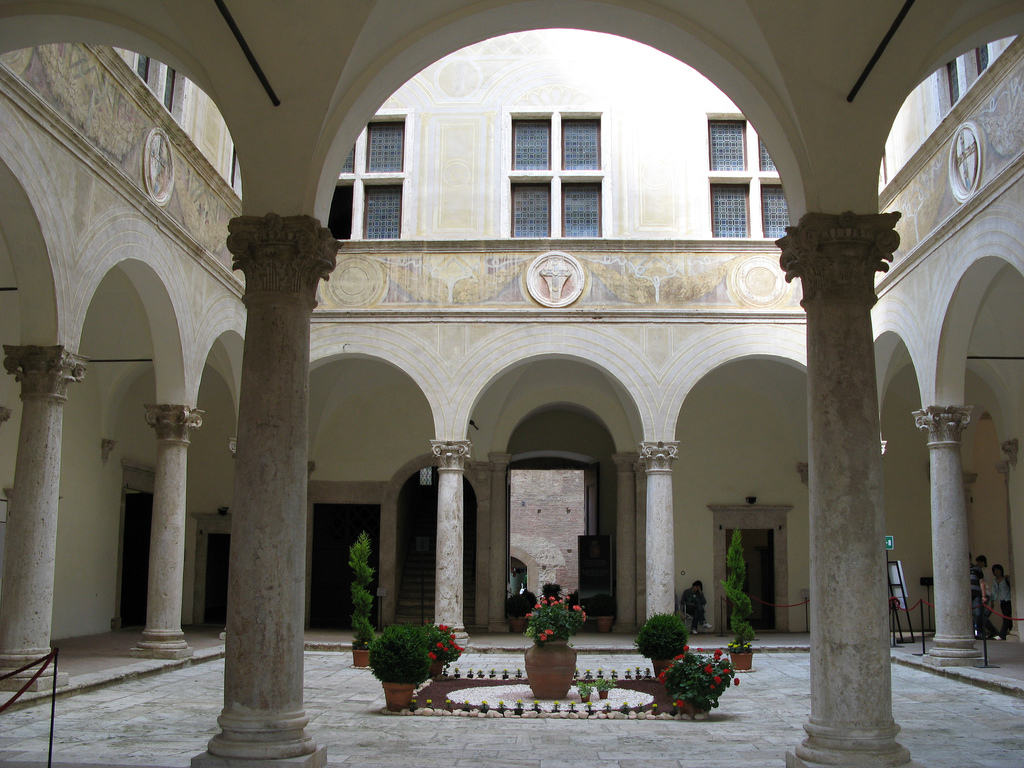
O pátio
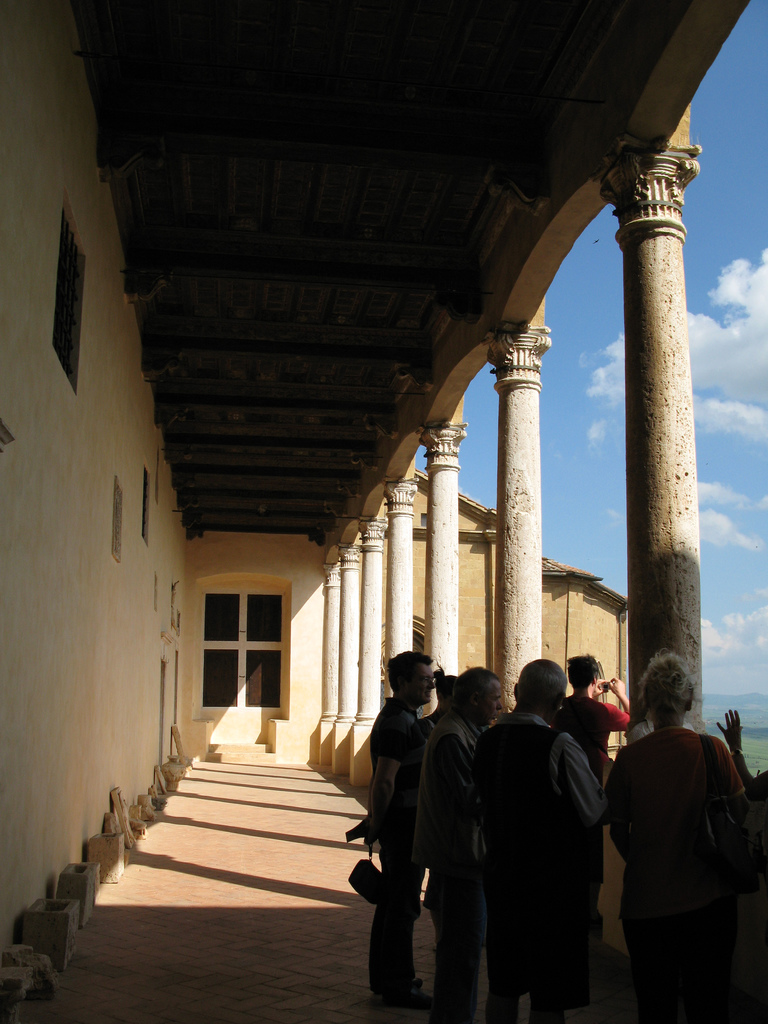
A loggia
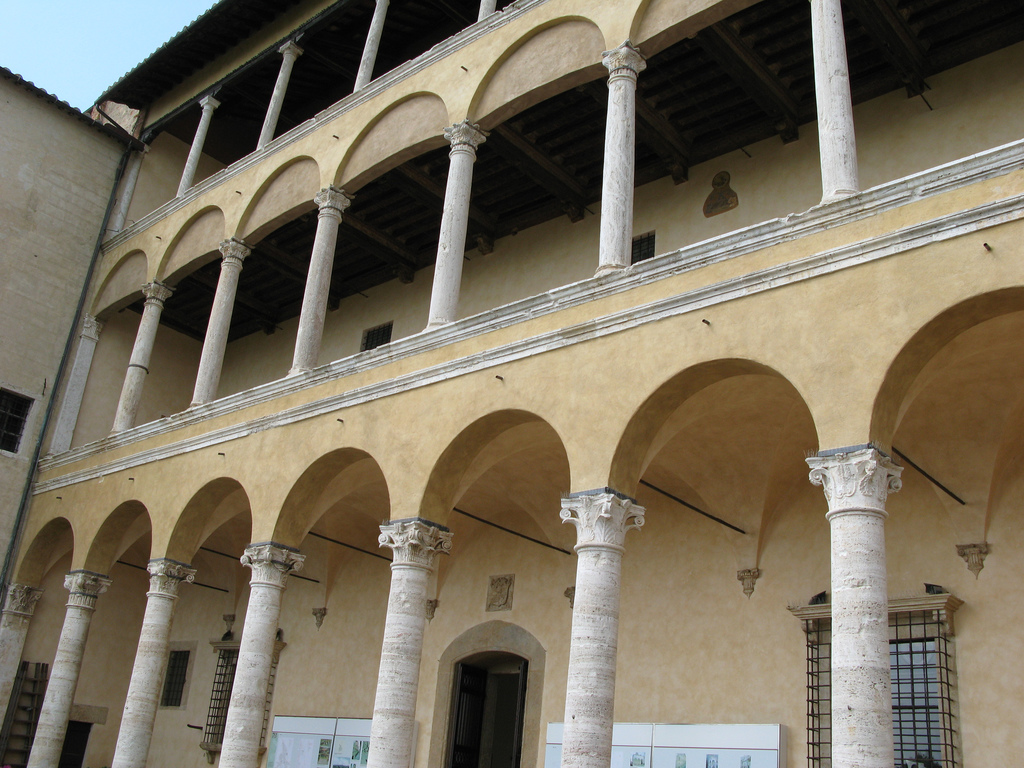
A fachada voltada para o jardim
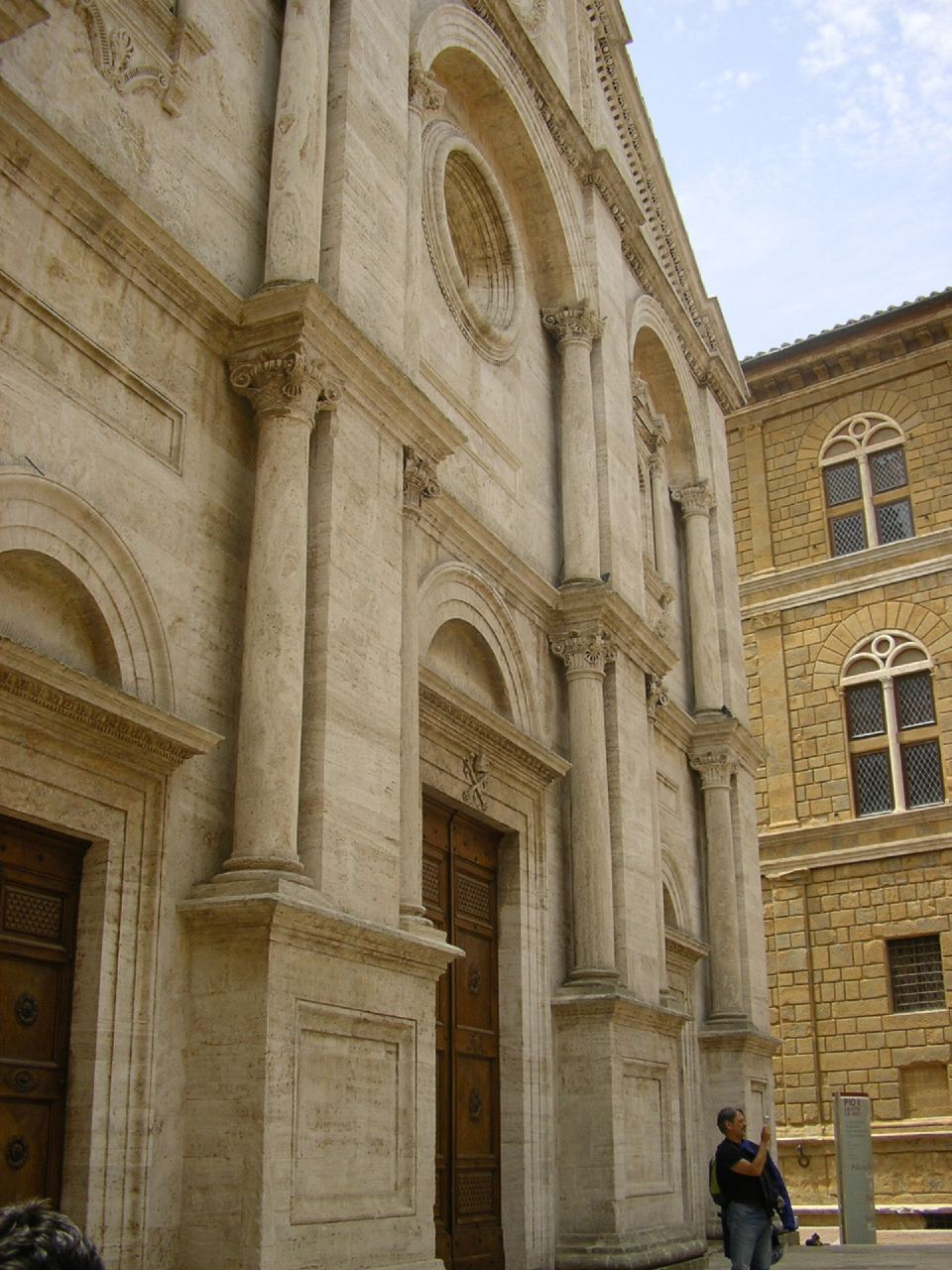
Fracção do palácio ao lado da fachada da catedral

## O jardim

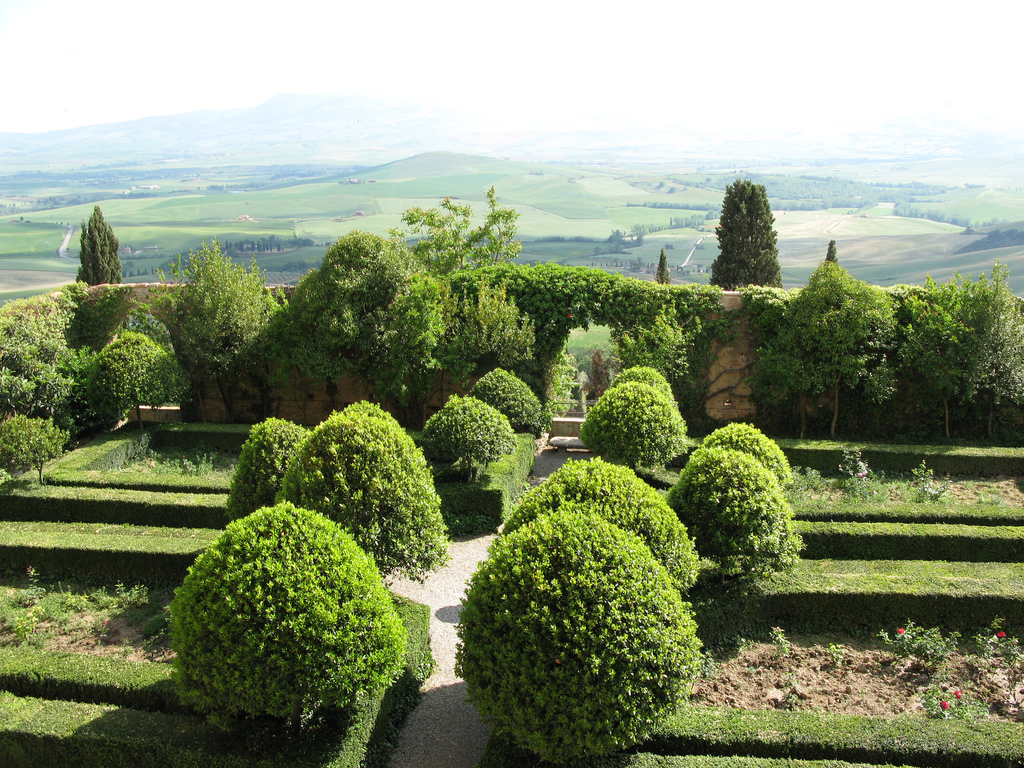
O jardim.

O jardim, que ocupa o espaço no lado sul do edifício, é pequeno mas representa uma parte integrante do projecto.
A pequena área aterraçada domina todo o Vale de Orcia, mantendo, apesar de recentes elaborações, as caracerísticas próprias dos jardins do Renascimento. É circundado em três dos lados por altos muros em pedra coberta de hera, enquanto o lado em frente ao palácio é delimitado por uma loggia com três ordens de arcadas. Um elaborado sistema de condutas de escoamento impede que a água pluvial penetre nos ambientes inferiores cobertos por abóbadas, em cujo interior se encontrvam, em tempos, os estábulos. 
Os canteiros de forma rectangular, circundados por duplas sebes de buxo podado, delimitam dois caminhos cobertos de cascalho, que se cruzam perpendicularmente. No seu ponto de encontro está instalada uma fonte, enquanto nos quatro cantos de cada canteiro estão plantadas árvoes de loureiro em forma de guarda-chuva. 
Alguns canteiros rectangulares decorados com árvores de fruto e arbustos floridos encontram-se ao longo dos muros que foram o perímetro. Um grande poço octogonal, decorado com a meia-lua, as chaves e a tiara do brasão dos Piccolomini, e uma fonte ornada com guirlandas de frutos são os dois elementos escultóricos presentes no jardim que remontam ao final do século XV. O panorama do Vale de Orcia, que se pode admirar pelos três arcos que se abrem no muro do fundo, assume um papel primordial na idealização deste jardim, que se torna num local de encontro entre a arquitectura e a natureza.